# Língua quémaque
O quémaque (ou kemak) é uma das "línguas nacionais" de Timor-Leste, falada por cerca de 50 mil pessoas no município de Bobonaro. O quémaque é de origem austronésica ou malaio-polinésia e, nos últimos anos, tem vindo a perder falantes.
Têm o estatuto de "línguas oficiais" de Timor-Leste o tétum e o português.